# Georges Berthomieu
Pour les articles homonymes, voir Berthomieu.
Georges Berthomieu est un acteur français, né le 5 janvier 1933 dans le 13e arrondissement de Paris et mort le 18 janvier 2005 à Montpeyroux (Hérault).

## Filmographie

### Cinéma
- 1958 : Du rififi chez les femmes d'Alex Joffé
- 1958 : Un jour comme les autres de Paul Bordry
- 1968 : Vertige pour un tueur de Jean-Pierre Désagnat
- 1969 : Maldonne de Sergio Gobbi
- 1969 : Le Temps des loups de Sergio Gobbi
- 1970 : Un beau monstre de Sergio Gobbi
- 1970 : Biribi de Daniel Moosmann
- 1971 : Les Galets d'Étretat de Sergio Gobbi
- 1971 : Mais toi tu es pierre de Maurice Cloche
- 1974 : Hippopotamours de Christian Fuin
- 1977 : L'Horoscope de Jean Girault
- 1981 : Les Filles de Grenoble de Joël Le Moigné

### Télévision
- 1965 : Seule à Paris (Feuilleton télévisé) de Robert Guez
- 1967 : Salle no 8 (Feuilleton télévisé) de Robert Guez et Jean Dewever : un patient qui offre du chocolat (ép. 7, 8)
- 1968 : Les Cinq Dernières Minutes, épisode Les Enfants du faubourg de Claude Loursais
- 1975 : Salvator et les Mohicans de Paris (d'Alexandre Dumas), feuilleton télévisé de Bernard Borderie
- 1975 : Les Brigades du Tigre, épisode Collection 1909 de Victor Vicas
- 1976 : L'Homme d'Amsterdam (série télévisée) de Victor Vicas, épisode Enquête sur une idole
- 1979 : La Lumière des justes (Mini-série) de Jean Chatenet et Jean Cosmos
- 1981 : Noires sont les galaxies (série télévisée) de Daniel Moosmann
- 1984 : Julien Fontanes, magistrat (série télévisée) de Daniel Moosmann, épisode Un coup de bluff

## Doublage

### Cinéma

#### Films
- James Garner dans :
  - Maverick : Marshal Zane Cooper / Bret Maverick, Sr.
  - Président ? Vous avez dit président ? : Le président Matt Douglas
  - L'Heure magique : Raymond Hope
  - Space Cowboys : Tank Sullivan

- Pat E. Johnson (en) dans 
  - Karaté Kid : l'arbitre du tournoi
  - Karaté Kid : Le Moment de vérité 2 : l'arbitre du tournoi (archives du premier film)
  - Karaté Kid 3 : l'arbitre du tournoi

- Pete Postlethwaite dans :
  - Au nom du père : Giuseppe Conlon
  - Les Virtuoses : Danny
  - Amistad : Holabird

- Richard Dreyfuss dans :
  - The Big Fix : Moses Wine
  - Bons baisers d'Hollywood : Dr Frankenthal

- John Mahon dans :
  - Le Sous-sol de la peur : Le sergent de police
  - Un faux mouvement : Le chef Jenkins

- 1936[2] : Les Mondes futurs : Morden Mitani (Ivan Brandt) et Simont Burton (Anthony Holles)
- 1946[3] : Jusqu'à la fin des temps : Hal (Blake Edwards)
- 1969 : Istanbul, mission impossible : Harry Black (Vic Morrow)
- 1975 : La Légende du loup-garou : Le gardien du zoo (Ron Moody)
- 1976 : Les Chiens fous : Michael Fitzgerald (George Wyner)
- 1976 : Les Dobermans reviennent : Lucky Vincent (James Franciscus)
- 1976 : Opération Casseurs : Le brigadier Silvestri (Carlo Gaddi)
- 1977 : Le Convoi de la peur : Vinnie (Randy Jurgensen (en))
- 1977 : Les Requins du désert : Hamid (Mauro Barabani)
- 1977 : Le Parfait Tueur : Kurt Fröhlich (Fabián López Tapia)
- 1977 : Assaut sur la ville : Nardi (Mario Deda)
- 1978 : La Grande Bataille : Michael (Venantino Venantini)
- 1978 : Bermudes : Triangle de l'enfer : le médecin (Nino Segurini)
- 1980 : Terreur dans la nuit : Ralph Kramer (West Buchanan)
- 1981 : Arthur : Le garde de sécurité (Irving Metzman)
- 1981 : 13 morts et 1/2 : M. Dumpkin (Joe Flood)
- 1981 : Halloween 2 : Dr Graham (Jeffrey Kramer)
- 1981 : Les Doigts du diable : Le père Cunningham (Stuart Whitman)
- 1982 : Police frontière : Hawker (Alan Fudge)
- 1982 : Y a-t-il enfin un pilote dans l'avion ? : Joe Seluchi (Sonny Bono)
- 1982 : Ténèbres : le réparateur de l'ascenseur (Lamberto Bava)
- 1982 : La Malédiction de la sorcière : Le Révérend George Leahy (Larry Pennell) / Le Révérend Andrew Pike (Robert Symonds)
- 1983 : Nuit noire : Samuel Dockstader (Donald Hotton)
- 1983 : Le Retour du Jedi : Commandant Igar, officier de la plate-forme sur Endor (William Hoyland)
- 1983 : 2020 Texas Gladiators : Halakron (Peter Hooten)
- 1984 : Contre toute attente : Tommy (Dorian Harewood)
- 1984 : Gremlins : L'homme à la boîte aux lettres (William Schallert)
- 1984 : L'Aube rouge : M. Samuel Morris (Roy Jenson)
- 1984 : Amadeus : Le Comte Von Strack (Roderick Cook (en)) (1er doublage)
- 1984 : Dune : Duc Leto Atréides (Jürgen Prochnow)
- 1984 : Les Saisons du cœur : M. Will (John Malkovich)
- 1984 : La Nuit de la comète : Dr Carter (Geoffrey Lewis)
- 1985 : Peur bleue : Herb Kincaid (Kent Broadhurst)
- 1985 : Out of Africa : Lord Delamere (Michael Gough)
- 1985 : Le Pacte Holcroft : Eric Kessler / Jürgen Mass (Mario Adorf)
- 1985 : Soleil de nuit : le pilote (David Savile)
- 1986 : Le Contrat : Max Keller (Robert Davi)
- 1986 : Le Sixième Sens : Dr Frederick Chilton (Benjamin Hendrickson)
- 1986 : Star Trek 4 : Retour sur Terre : Sarek (Mark Lenard)
- 1986 : Platoon : Tex (David Neidorf)
- 1986 : Lady Jane : John Dudley (John Wood)
- 1987 : Le Flic de Beverly Hills 2 : Le maire Ted Egan (Robert Ridgely)
- 1987 : Le Ninja blanc : L'inspecteur Singh (Bill Curry)
- 1987 : Programmé pour tuer : Dr. Alex Brock (James Booth)
- 1987 : La Gagne : Carl Hooker (Don Francks)
- 1988 : Toutes folles de lui : Le pompiste (Tim Rossovich)
- 1988 : Maniac Cop : Frank McCrae (Tom Atkins)
- 1988 : Un prince à New York : Randolph Duke (Ralph Bellamy)
- 1988 : Double Détente : Abdul Elijah (Brent Jennings)
- 1988 : Veuve mais pas trop : Le repris de justice (Obba Babatundé)
- 1988 : Tucker : Eddie Dean (Frederic Forrest)
- 1988 : L'Insoutenable Légèreté de l'être : le membre du Ministère de l'Intérieur (Daniel Olbrychski)
- 1988 : Panique sur la ville : Reilly (Bo Hopkins)
- 1989 : Permis de tuer : Le professeur Joe Butcher (Wayne Newton)
- 1989 : Oncle Buck : Pooter le clown (Mike Starr)
- 1989 : Family Business : Juge au 2nd procès (James Tolkan)
- 1989 : Né un 4 juillet : M. Kovic (Raymond J. Barry)
- 1989 : Une journée de fous : Dr Verboven (MacIntyre Dixon)
- 1989 : Le ciel s'est trompé : Dr Bailey (James Noble)
- 1989 : Road House : Red Webster (Red West)
- 1989 : Délit d'innocence : John Fitzerald (Badja Djola)
- 1990 : Comme un oiseau sur la branche : Raun (Alex Bruhanski)
- 1990 : Dick Tracy : Tête plate (William Forsythe) et Spaldoni (James Caan)
- 1990 : Premiers pas dans la mafia : Lui-même (Bert Parks)
- 1990 : Le Seul Témoin : Le sergent Dominick Benti (M. Emmet Walsh)
- 1990 : Le Parrain 3 : B.J Harrison (George Hamilton)
- 1990 : Y a-t-il un exorciste pour sauver le monde ? : Ernest Weller (Ned Beatty)
- 1990 : Moon 44 : Le président de Galactic Mining Corporation (Roscoe Lee Browne)
- 1991 : Bugsy : Meyer Lansky (Ben Kingsley)
- 1991 : Beignets de tomates vertes : Révérend Scroggins (Richard Riehle)
- 1991 : Y a-t-il un flic pour sauver le président ? : Donald Fenswick (Tim O'Connor)
- 1991 : L'Arme parfaite : Kim (Mako)
- 1992 : Face à face : Dr Fulton (Sam Malkin)
- 1992 : Sables mortels : L'agent Demott (John Lafayette)
- 1992 :  The Bodyguard : Bill Devaney (Bill Cobbs)
- 1992 : Et au milieu coule une rivière : Le narrateur (Robert Redford)
- 1992 : Lethal Ninja : Omar Osman (Frank Notaro)
- 1993 : Mad Dog and Glory : Pavletz (Anthony Cannata)
- 1993 : Made in America : Principal Rockwell (Mel Steward)
- 1993 : L'Avocat du diable : Juge Z. Steinberg (Harvey Atkin)
- 1993 : Last Action Hero : Frank (Art Carney)
- 1993 : Piège en eaux troubles : Le détective Nick Detillo (Dennis Farina)
- 1994 : Les Complices : Rick Medwick (Charles Martin Smith)
- 1994 : The Shadow : Dr Reinhardt Lane (Ian McKellen)
- 1994 : Deux doigts sur la gâchette : Peter Loomis (Patrick Stewart)
- 1994 : L'affaire du siècle : Bidwell (Nicholas Pryor)
- 1995 : Braveheart : MacClannough (Sean McGinley)
- 1995 : Heat : l'inspecteur Bosko (Ted Levine)
- 1995 : Dernières heures à Denver : Pieces (Christopher Lloyd)
- 1995 : Dr. Jekyll et Ms. Hyde : Le professeur Manning (John Franklyn-Robbins)
- 1995 : Duo mortel : Le juge Justin Beach (David Ogden Stiers)
- 1996 : Agent zéro zéro : Steve Bishop (Robert Guillaume) / le chauffeur de bus (Ray Charles)
- 1996 : L'Ombre et la Proie : Robert Beaumont (Tom Wilkinson)
- 1996 : Les Fantômes du passé : Barney DeLaughter (Jerry Hardin)
- 1996 : L'Ombre blanche : Le capitaine Harris (Ryan Cutrona)
- 1996 : Leçons de séduction : Henry Fine (George Segal)
- 1997 : Titanic : Le capitaine Smith (Bernard Hill)
- 1999 : La Carte du cœur : Paul (Sean Connery)
- 2002 : Pinocchio : Gepetto (Carlo Giuffré)

#### Longs métrages d'animation
- 1969 : Le Chat botté : Le Roi
- 1972 : Le Chat botté 2 : Le cocher, un méchant
- 1976 : Le Chat botté 3 : M. Grumont
- 1981 : Métal hurlant : L'enquêteur
- 1983 : Le Noël de Mickey : Willie le Géant / Fantôme des Noëls présents
- 1988 : Oliver et Compagnie : Winston
- 1989 : La Belle et le Clochard : Le policier du zoo / L'homme de la réception (Second doublage)
- 1990 : Oliver et Olivia : Fagin
- 1990 : Les Jetson : le film : Astro
- 1991 : La Belle et la bête : Big Ben
- 1994 : Le Petit Dinosaure : Petit-Pied et son nouvel ami : le grand-Père
- 1997 : Le Petit Dinosaure : L'Île mystérieuse : le grand-Père
- 1997 : La Belle et la Bête 2 : Le Noël enchanté : Big Ben
- 1998 : Le Petit Dinosaure : La Légende du mont Saurus : le grand-Père
- 1998 : Le Monde magique de la Belle et la Bête : Big Ben et narrateur

### Télévision

#### Séries télévisées
- 1974-1984 : Happy Days : Alfred Delvecchio (Al Molinaro)
- 1984-1985 : Côte Ouest : Johnathan J. Rush (Albert Salmi)
- 1995 : Murder One : David Blalock (Kevin Tighe)

#### Téléfilms
- 1985 : Mort d'un commis voyageur : Willy Loman (Dustin Hoffman)
- 1986 : L'Épée de Gédéon : Carl (Peter Dvorský)
- 1995 : Orgueil et Préjugés : Mr Gardiner (Tim Wylton)

#### Séries télévisées d'animation
- 1989-1990 : Tic et Tac, les rangers du risque : Jack (Jim Cummings)
- 1992 : Les Aventures de Tintin : Séraphin Lampion